# کنفرانس بیلد
بیلد (به انگلیسی: Build) یک کنفرانس سالانه است که از سوی شرکت مایکروسافت برگزار می‌شود، هدف این کنفرانس پیشبرد نرم‌افزار و توسعه‌دهندگان وب با استفاده از ویندوز، ویندوز فون، مایکروسافت آژور و دیگر فناوری‌های مایکروسافت است. این کنفرانس نخستین بار در سال ۲۰۱۱ میلادی برگزار شد، این کنفرانس به‌عنوان جانشین رویدادهای توسعه‌دهندگان پیشین مایکروسافت عمل می‌کند.

## رویدادها

### ۲۰۱۱
بیلد ۲۰۱۲ از ۱۳ سپتامبر تا ۱۶ سپتامبر در آناهیمِ کالیفرنیا برگزار شد. این کنفرانس بیشتر بر روی ویندوز ۸، ویندوز سرور ۲۰۱۲ و ویژوال استودیو ۲۰۱۲ متمرکز بود. شرکت کنندگان در این کنفرانس یک تبلت سامسونگ با ویندوز ۸ نسخهٔ پیش‌نمایش توسعه دهندگان دریافت کردند.

### ۲۰۱۲
بیلد ۲۰۱۲ از ۲۰ اکتبر تا ۲ نوامبر در ردموند مایکروسافت برگزار شد. بیلد ۲۰۱۲ تمرکزش بر نسخهٔ تازه منتشر شدهٔ ویندوز ۸، ویندوز آژور و ویندوز فون ۸ بود. در این رویداد نیز شرکت کنندگان یک تبلت سرفیس با پوشش لمسی و یک نوکیا لومیا ۹۲۰ و ۱۰۰ گیگابایت حافظهٔ ذخیره‌سازی در اسکای درایو دریافت کردند.

### ۲۰۱۳
بیلد ۲۰۱۳ از ۲۶ ژوئن تا ۲۸ ژوئن در مرکز موسکنی سان‌فرانسیسکو برگزار شد. این کنفرانس در درجهٔ نخست از به‌روز رسانی «ویندوز ۸٫۱» برای ویندوز ۸ پرده‌برداری کرد. در این کنفرانس هر شرکت‌کننده یک سرفیس پرو با تاچ کاور، ایسر آکونیا دابلیو ۳ با یک بلوتوث و صفحه کلید و صد گیگابایت حافظهٔ ذخیره‌سازی رایگان برای اسکای‌درایو دریافت کردند.

### ۲۰۱۴
بیلد ۲۰۱۳ از ۲ آوریل تا ۴ آوریل در مرکز موسکنی سان‌فرانسیسکو برگزار شد. زمان و جایگاه برگزاری این رویداد از پیش در وبگاه مایکروسافت در تاریخ ۱۲ دسامبر ۲۰۱۳ اطلاع رسانی شده بود ولی پس از آن برداشته شد. در نهایت مایکروسافت روز پس از آن به صورت رسمی اطلاع رسانی کرد. شرکت کنندگان در این رویداد یک اکس‌باکس رایگان و یک کارت هدیهٔ ۵۰۰ دلاری دریافت نمودند.

برجسته‌های این رویداد:
- مایکروسافت کورتانا
- ویندوز فون ۸٫۱
- ویندوز ۸٫۱ (به‌روزرسانی بهاره)
- ویژوال استودیو ۲۰۱۳ به‌روز رسانی ۲
- دات‌نت فاندیشن
- دایرکت ایکس ۱۲

### ۲۰۱۵
بیلد ۲۰۱۵ از ۲۰ آوریل تا ۱ مه در مرکز موسکنی سان‌فرانسیسکو برگزار خواهد شد. هزینهٔ نام‌نویسی در این رویداد ۲۰۹۵ دلار است و در ۹ صبح (PST) در روز پنج‌شنبه ۲۲ ژانویه باز می‌شود؛ و در عرض یک ساعت فروخته می‌شود.
در این کنفرانس از مایکروسافت اج، قابلیت‌های جدید هولولنز و ویندوز ۱۰، ویژوال استودیو کد رایگان برای ویندوز، لینوکس و او اس ده و چند سرویس دیگر، رونمایی شد.